# Ibrahima Diagne
Ibrahima Diagne (... – Dakar, 22 settembre 2014) è stato un allenatore di pallacanestro senegalese.

## Carriera
Ha guidato il Senegal ai Giochi olimpici di Mosca 1980 e ai Campionati mondiali del 1978.
Ha inoltre allenato la nazionale femminile del Senegal ai Campionati mondiali del 1990.